# Chuck Klosterman
Charles John Klosterman (Breckenridge, 1972. június 5. –) amerikai író és esszéista, akinek munkássága az amerikai populáris kultúrára összpontosít. Az Esquire és az ESPN.com rovatvezetője volt, valamint a The New York Times Magazine „The Ethicist” című rovatát írta. Klosterman tizenkét könyv szerzője, köztük két regény és a Sex, Drugs, and Cocoa Puffs: A Low Culture Manifesto című esszégyűjtemény. 2002-ben elnyerte az ASCAP Deems Taylor-díját zenekritikáiért.

## Fiatalkora
Klosterman a minnesotai Breckenridge-ben született, Florence és William Klosterman hét gyermeke közül a legfiatalabbként. Német és lengyel származású, egy farmon nőtt fel a közeli Wyndmere-ben, Észak-Dakotában, és római katolikusnak nevelkedett. A Wyndmere középiskolában érettségizett 1990-ben, majd 1994-ben az Észak-Dakotai Egyetemen szerzett diplomát újságírásból, angol irodalom mellékszakkal.

## Pályafutása
A főiskola után újságíró volt az észak-dakotai Fargóban, majd az Ohio állambeli Akron Beacon Journal riportere és művészeti kritikusa, mielőtt 2002-ben New Yorkba költözött. 2002 és 2006 között Klosterman a Spin vezető írója és rovatvezetője volt. Írt a GQ, az Esquire, a The New York Times Magazine, a The Believer, a The Guardian és a The Washington Post számára. Magazinműveit a Da Capo Press Best Music Writing, Best American Travel Writing és The Best American Nonrequired Reading című antológiáiban közölte. Bár eredetileg rockzenei írásai miatt ismerték el, Klosterman sokat írt a sportról is, és 2005. november 8-án kezdett cikkeket írni az ESPN Page 2 című lapjának.
2008-ban Klosterman a németországi Lipcsei Egyetem Amerikai Tanulmányok Intézetének Picador irodalmi vendégprofesszoraként töltötte a nyarat.
Klosterman a Grantland, az ESPN tulajdonában lévő, mára már megszűnt sport- és popkultúrával foglalkozó, Bill Simmons által alapított honlap egyik eredeti tagja, tanácsadó szerkesztő volt. 2020-ban Chris Ryannel közösen vezette a „Music Exists” című podcastot a The Ringer podcast hálózat részeként.
Önmaga animált változataként is feltűnt az Adult Swim webes sorozatának, a Carl's Stone Cold Lock of the Century of the Week több epizódjában, hogy megvitassa a hét futballmeccseit, és néha megpróbálja népszerűsíteni legújabb könyvét (Carl minden alkalommal levágja őt). Az egyik epizódban Carl egy tényekből álló listát mond fel, mire Klosterman megkérdezi: „Ez talán a Wikipédiából van?”.
2012-ben Klosterman szerepelt az LCD Soundsystem együttesről szóló Shut Up and Play the Hits című dokumentumfilmben; Klosterman hosszabb interjúja az együttes frontemberével, James Murphyvel „képezi a film gerincét”.
Nyolcadik könyve 2013-ban jelent meg I Wear the Black Hat címmel. Ennek középpontjában az erősen mediatizált kultúrán belüli gazemberség paradoxona áll.
2015-ben Klosterman az IFC Documentary Now! című műsora első évadának 6. és 7. epizódjában tűnt fel a The Blue Jean Committee nevű fiktív zenekar zenekritikusaként.
Bestsellerré vált kilencedik könyve, a But What If We're Wrong? Thinking About the Present As If It Were the Pas (De mi van, ha tévedünk? Úgy gondolkodni a jelenről, mintha az a múlt lenne) 2016. június 7-én jelent meg. A kortárs világot úgy mutatja meg, ahogyan az a jövőben fog megjelenni azok számára, akik azt a távoli múltnak fogják érzékelni.
2021-ben Klosterman megjelent a Storybound podcastben, egy eredeti Storybound remixszel megtámogatva a Portico Quartettel.
Tizenkettedik könyve, The Nineties (A kilencvenes évek) 2022. február 27-én a The New York Times nonfiction bestsellerlistájának második helyén debütált.

## Magánélete
2009-ben Klosterman feleségül vette Melissa Maerz újságírót. Két gyermekük van.

## Könyvek
Klosterman 12 könyv és két kártyakészlet szerzője.

### Nem szépirodalmi művek
- Fargo Rock City: A Heavy Metal Odyssey in Rural Nörth Daköta (2001), a humorous memoir/history on the phenomenon of glam metal
- Killing Yourself to Live: 85% of a True Story (2005), a road narrative focused on the relationship between rock music, mortality, and romantic love
- I Wear the Black Hat: Grappling with Villains (Real and Imagined) (2013)[17]
- But What If We're Wrong? Thinking About the Present As If It Were the Past (2016)[18]
- The Nineties (2022)[19]

### Esszé-gyűjtemények
- Sex, Drugs, and Cocoa Puffs: A Low Culture Manifesto (2003), a best-selling collection of original pop culture essays
- Chuck Klosterman IV: A Decade of Curious People and Dangerous Ideas (2006), a collection of articles, previously published columns, and a semi-autobiographical novella
- Eating the Dinosaur (2009), an original collection of essays on media, technology, celebrity, and perception
- Chuck Klosterman X: A Highly Specific, Defiantly Incomplete History of the Early 21st Century (2017), a collection of previously published essays and features

### Fikció
- Downtown Owl: A Novel (2008), a novel describing life in the fictional town of Owl, North Dakota
- The Visible Man: A Novel (2011), a novel about a man who uses invisibility to observe others
- Raised in Captivity (2019), a collection of 34 essayistic short stories, described as "fictional nonfiction"[20]

### Kártyakészletek
- HYPERtheticals: 50 Questions for Insane Conversations (2010), a set of 50 cards featuring hypothetical questions[21]
- SUPERtheticals: 50 Questions for Strange Conversations (2020), another set of 50 cards featuring hypothetical questions[22]

## Fordítás
- Ez a szócikk részben vagy egészben  a   Chuck Klosterman című angol Wikipédia-szócikk fordításán alapul.  Az eredeti cikk szerkesztőit annak laptörténete sorolja fel. Ez a jelzés csupán a megfogalmazás eredetét és a szerzői jogokat jelzi, nem szolgál a cikkben szereplő információk forrásmegjelöléseként.